# ATP Challenger Emden
Der ATP Challenger Emden (offiziell: Emden Challenger) war ein Tennisturnier, das 1993 einmal in Emden, Niedersachsen, stattfand. Es gehörte zur ATP Challenger Tour und wurde in der Halle auf Teppich gespielt.

## Liste der Sieger

### Einzel
| Jahr | Sieger       | Finalgegner | Ergebnis      |
| ---- | ------------ | ----------- | ------------- |
| 1993 | Tomas Nydahl | David Engel | 7:6, 4:6, 6:3 |

### Doppel
| Jahr | Sieger                              | Finalgegner                            | Ergebnis      |
| ---- | ----------------------------------- | -------------------------------------- | ------------- |
| 1993 | Martin Laurendeau Michael Mortensen | Wladimer Gabritschidse Dmytro Poljakow | 3:6, 6:4, 6:2 |